# Omar Camporese
Omar Camporese (Bologna, 8 de maio de 1968) é um ex-tenista profissional italiano.